# Lingua wolof
Il wòlof o, con grafia italiana, uolof è la lingua parlata in Senegal dall'omonima popolazione. Al 2022, è parlato da 12,3 milioni di parlanti totali.

Wolof in Senegal.

## Origine e diffusione
Considerando l'area geografica interessata da tale lingua, la varietà e le caratteristiche dialettali sono scarsamente preminenti, sebbene si notino delle marcate differenze idiomatiche tra le aree rurali e quelle urbane.
Il wolof si articola inoltre in alcuni dialetti quali: waalo, jolof, saalum, kajoor, baol e lebu. Nel dialetto della regione di Dakar, in particolare, si notano forti contaminazioni francofone e la presenza di numerosi vocaboli derivanti dal francese e dallo slang afroamericano.
Il wolof parlato in Gambia, a causa delle influenze anglofone, rende difficoltosa la sua comprensione da parte dei wolof francofoni.
Il wolof figura come prima o seconda lingua per una popolazione di almeno 7.000.000 di individui (la popolazione senegalese madrelingua è minimo 3.976.500, dati del 2006).
È parlato anche in Gambia, Guinea, Guinea-Bissau, Mali, Mauritania e nei paesi di emigrazione (Stati Uniti d'America, Francia, Italia, altri paesi europei).

## Sistema di scrittura e primi testi in wolof
Il wolof figura tra le lingue del gruppo atlantico occidentale della famiglia nigeriana-congolese. È una delle lingue nazionali del Senegal ma è parlata anche in Gambia ed in Mauritania.
I testi in wolof, o riguardanti il wolof, sono relativamente recenti: i primi scritti conosciuti risalgono al XVIII secolo e consistono in prevalenza di resoconti di esploratori, missionari e documenti funzionari coloniali.
Il naturalista francese Michel Adanson, che soggiornò in Senegal dal 1749 al 1753, ha redatto degli scritti di particolare valore: una grammatica wolof sintetica, un vocabolario francese-wolof che espone un migliaio di termini, e due componimenti poetici. Questi testi, redatti con l'alfabeto francese, dopo essere rimasti a lungo inediti sono stati pubblicati su iniziativa di Charles Becker nel 1979, in un volume di circa 60 pagine.
Notevoli anche i contributi in lingua araba: l'utilizzo dei caratteri arabi ha permesso la riedizione di opere riguardanti grammatica, letteratura, diritto e alcune traduzioni commentate del Corano. Notevoli manoscritti di questo tipo sono reperibili presso il Laboratorio d'Islamologia dell'Istituto Fondamentale d'Africa Nera (IFAN).

## Ortografia e pronuncia
L'alfabeto ufficiale della lingua wolof è composto dalle seguenti lettere:
a - à - aa - b - bb - c - cc - d - dd - e - ee- é - ée - ë - ëe - f - g - gg - i - ii - j - jj - k - kk - l - ll - m - mm - mb - n - nn - nc - nd - ng - nj - nk - nq - nt - ñ - ññ - ŋ - ŋŋ - o - oo - ó - óo - p - pp - q - r- rr - s - t - tt - u - uu - w - ww - x - y - yy.
Ogni lettera corrisponde ad un singolo fonema, le consonanti singole b, c e g fanno eccezione, in quanto mute se poste alla fine di una parola. L'utilizzo dell'alfabeto ufficiale rende l'apprendimento del wolof molto più semplice, perché non si basa sulla fonetica francese o inglese, ma utilizza standard fonetici internazionali.
Le 16 vocali si suddividono in vocali corte e lunghe, scritte rispettivamente singolarmente o raddoppiate. Nella lingua wolof due vocali differenti non possono essere scritte consecutivamente all'interno di una parola, per legarle si utilizzano quindi le semivocali w e y.
Le 25 consonanti nella maggior parte dei casi hanno due varianti, singola e doppia, il raddoppio come in italiano indica un rafforzamento del suono pronunciato. Tra le consonanti sono presenti anche alcune consonanti nasali che, seppur scritte con l'utilizzo di due lettere, vengono considerate lettere singole vere e proprie (nc - nd - ng - nj - nk - nq - nt). Le lettere h, v e z vengono utilizzate solo nelle parole straniere .
A differenza della maggior parte delle lingue sub-sahariane, il wolof fa parte di un ridotto gruppo di lingue non tonali SVO.

## Dizionari e testi risalenti al secolo XIX
- Mamadou Cissé: Dictionnaire Français-Wolof, L'Asiathèque, Parigi, 1998
- Mamadou Cissé: «Graphical borrowing and African realities» in Revue du Musée National d'Ethnologie d'Osaka, Japan, june 2000.
- Mamadou Cissé: "Revisiter "La grammaire de la langue wolof" d'A. Kobes (1869), ou étude critique d'un pan de l'histoire de la grammaire du wolof.", in Sudlangues (www.sudlangues.sn), febbraio 2005, Senegal
- Jean Dard Dictionnaire français-wolof et français-bambara, suivi du dictionnaire wolof-français Imprimerie royale, Parigi 1825
- Jean Dard Grammaire Wolofe ou méthode pour étudier la langue des noirs en Sénégambie suivie d'un'appendice Imprimerie royale, Parigi 1826
- Jacques François Roger Recherches philosophiques sur la langue ouolofe suivies d'un vocabulaire abrégé français-ouolofe Dondey-Dupré, Parigi 1829
- Abbé Lambert, Curé de Gorée Grammaire ouolove Parigi, 1842
- P. D. Boilat, Grammaire de la langue Woloffe Imprimerie Impériale, Parigi 1858
- Principes de la langue wolofe [par] les Missionnaires de la Congrégation du S. Esprit et du Saint Coeur de Marie Imprimerie de la Mission, Dakar 1858
- Louis Léon César Faidherbe Vocabulaire d'environ 1.500 mots français: avec leurs correspondants en ouolof de Saint-Louis, en poular (toucoulor) du Fouta, en soninke (sarakholle) de Bakel Imprimerie du gouvernement, Saint-Louis 1864
- L. Descemet Recueil d'environ 1.200 phrases françaises usuelles: avec leur traduction en regard en Ouolof de Saint-Louis Imprimerie du gouvernement, Saint-Louis 1864
- Alois Kobés Grammaire de la langue Volofe Saint-Joseph de Ngasobil: Imprimerie de la Mission, 1869
- Guide de la conversation en quatre langues français-volof-anglais-serer = Guide of the conversation in four languages English-Volof-French-Sarare Saint Joseph de Ngasobil: Imprimerie de la Mission, 1880
- V.J. Guy-Grand Dictionnaire français-volof Saint Joseph de Ngasobil: Imprimerie de la Mission, 1890
- L. Speisser Grammaire élémentaire de la langue volofe Saint-Joseph de Ngasobil: Imprimerie de la Mission, 1888

## Letteratura
La letteratura wolof si può dividere in due correnti: quella redatta con l'alfabeto arabo, più antica, e quella scritta con caratteri latini, di più recente produzione.

### La letteratura wolof con alfabeto arabo
Questa letteratura, scritta con caratteri arabi, è sorta presso i centri islamici di educazione ad opera dei marabutti, i quali in particolare hanno adattato la fonia dei suoni wolof, che nella lingua araba non esistono (come [p] o [ñ]), strutturando un sistema di scrittura chiamato wolofal. 
Inizialmente questa letteratura era conosciuta solo da un ristretto numero di iniziati e da un ristretto pubblico, che aveva occasione di assistere alla declamazione di poemi da parte di mendicanti in alcune città come Saint-Louis, al confine con la Mauritania.
Successivamente si è verificata una notevole diffusione grazie all'utilizzo di nastri audio introdotti dalle confraternite religiose del Senegal che hanno, inoltre, avviato una produzione originale supportata da distribuzione e vendita delle audiocassette stesse.
Molto importante fu anche il contributo dato dalle declamazioni di poemi wolof durante i gàmmu e i màggal, sia in Senegal che in Europa.
Molte opere sono state traslitterate in alfabeto latino ad opera dell'Istituto Fondamentale d'Africa Nera (IFAN); ciò ha reso possibile un'ulteriore diffusione presso il pubblico francofono e ha stimolato nuove creazioni.

#### Autori e tematiche
I principali autori sono grandi nomi: Cheikh Samba Diarra Mbaye, Serigne Mor Kayre, Serigne Mbaye Diakhaté, Serigne Moussa Ka, Cheikh Gassama, Serigne Adi Touré, Libasse Niang e altri.
Prevalenti sono i temi religiosi, i cui scritti esprimono la dedizione nei confronti del proprio marabutto; 
interessanti anche i testi inerenti alla politica, alla società, all'economia e alla colonizzazione.
Particolarmente interessante è il contenuto storico nel poema Xarnu bi, in cui l'autore Moussa Ka descrive le condizioni di miseria delle popolazioni causate da un lungo periodo di siccità verificatosi intorno alla fine degli anni venti del XX secolo. Cantautori senegalesi come Fallou Dieng attingono e si ispirano apertamente ad opere di tale genere.
Le università Cheikh Anta Diop di Dakar e Gaston Berger di Saint-Louis hanno prodotto opere su alcuni di questi autori.

### La letteratura wolof con alfabeto latino
Gli autori più noti appartengono al gruppo che, nel 1958 a Grenoble, realizzarono il primo sillabario in lingua wolof, sotto il coordinamento di Cheikh Anta Diop e con la collaborazione di Abdoulaye Wade.

#### Autori e tematiche
Tra gli autori più notevoli: lo scrittore francofono Cheik Aliou Ndao (autore di Buur Tilleen sia wolof che francese; Assane Sylla sia autore di opere personali che traduttore di poeti come Leconte de Lisle e Victor Hugo; Cheikh Adramé Diakhaté, che ha scritto sui temi dell'emigrazione verso l'Europa; Mamadou Diarra Diouf autrice di 'Ogni donna è un uomo', sui maltrattamenti nei confronti delle donne.
Numerose anche le autrici femminili: Mame Younousse Dieng ha tradotto in wolof l'inno nazionale senegalese, ha scritto il romanzo Aawa bi (La prima moglie) e di l'Ombre en feu (l'Ombra in fiamme).
Kura Saar, poetessa di estrazione popolare (esercita professione di venditrice presso un mercato di Dakar), ha seguito solo i corsi di lingua wolof. Non ha frequentato la scuola francese. Autrice di poemi deliziosi, tratta temi disparati: invettive contro lo xeesal (lo sbiancamento artificiale della pelle), i danni della colonizzazione, ecc.
Mame Ngoye Cissé, funzionaria presso l'Istituto Fondamentale d'Africa Nera (IFAN), il suo apprendimento del Wolof deriva dal lavoro svolto sui testi nella lingua nazionale. Ha pubblicato Liggéeyu ndey: añub doom (Il lavoro della madre: la ricompensa del bambino), collezione di favole che le raccontava sua madre.
Parte degli autori indicati aderisce alla Unione degli Scrittori in lingue nazionali (UESLAN), associazione nata nei primi anni '90 e che è impegnata assiduamente nella promozione della letteratura in lingue nazionali.

#### Letteratura bilingue
Le pubblicazioni bilingue (in lingue nazionali e francese), trovano diffusione grazie all'IFAN e Enda-Tiers Monde: per loro iniziativa è stato prodotto, nel 1996, Des contes wolof ou la vie rêvée (tr. Racconti wolof o la vita sognata).
Tra le pubblicazioni più recenti: Les Jumeaux de Diyakunda / Séexi Diyakundaa, Falia-Editions-Enfance, 2002 (Il gemello di Diyakunda), Il était une fois en Europe… / Benn bés la woon… (C'era una volta in Europa…), raccolta di racconti in lingue europee (francesi, olandesi, cechi, tedeschi) e wolof.

#### Il sistema di numerazione
Il sistema di numerazione Wolof comprende voci differenziate fino al numero 5, quindi è a base 5.
- 1 = Benn
- 2 = Ñaar
- 3 = Ñett
- 4 = Ñent
- 5 = Juróom

Dal 5 al 9 sono voci composite. Si usa il vocabolo corrispondente al 5 seguito da quello del numero da sommare per raggiungere il numero finale.
Es.
- 8 = 5 + 3; Juróom Ñett

Il numero 10 si indica con il vocabolo "Fukk"
Dal 10 al 19 si compone di nuovo con tutti gli altri vocaboli precedentemente forniti, con una sola variante, bisogna aggiungere dopo la parola Fukk = 10 la congiunzione "Ak" che significa "E", "Con".
Es.
- 12 = 10 + 2; Fukk ak Ñaar
- 17 = 10 + 7; Fukk ak Juróom Ñaar

I multipli di dieci si compongono usando il sistema moltiplicativo.
Es.
- 50 = 5 × 10; Juróom-fukk

Unica eccezione è il 30 che usa il vocabolo "Fanweer" (letteralmente significa "giorno del mese", Fan= giorno, weer= mese), invece di "Ñett fukk" .
Per il numero 100 si usa il vocabolo "Téeméer".
Per i multipli di 100 si usa lo stesso principio dei multipli di 10 con il vocabolo Téeméer.
Es.
- 400 = Ñenti Téeméer.

Il 1000 e indicato dal vocabolo "Junni"; lo "Zero" invece è indicato dalla parola "Tus".
Per multipli di 1000 si usa lo stesso sistema dei precedenti multipli spiegati.
N.B. Nell'Africa occidentale e quindi anche in Senegal la moneta usata è il Franco CFA.
La moneta più piccola è quella da 5 franchi CFA.
Quando si parla di soldi in Wolof si paragona la moneta da 5 con il numero uno che viene chiamata, non più Benn, ma Dërëm.
Es.: 5 CFA: Dërëm.
Quando si vuole indicare una quantità monetaria in pratica si deve indicare il numero di banconote e non il numero, quindi qualsiasi cifra monetaria vogliate esprimere verbalmente per una transazione in Wolof deve essere divisa per 5.
Es.: 500 CFA = Téeméeri Dërëm o semplicemente téeméer (5 × 100); 1500 CFA = Ñetti Téeméer (3 × 5 × 100).